# Chalamatti, Kalghatgi
Chalamatti là một làng thuộc tehsil Kalghatgi, huyện Dharwad, bang Karnataka, Ấn Độ.